# Malick Mbaye
Maodo Malick Mbaye (Thiès, 6 novembre 1995) è un calciatore senegalese, centrocampista dell'Ostia Mare.

## Caratteristiche tecniche
Centrocampista centrale dotato di grande forza fisica. Benché il suo ruolo preferito sia quello di mediano, può giocare anche mezzala.

## Carriera

### Gli inizi
Nato in Senegal, nel dicembre del 2011 si trasferisce in Trentino raggiungendo suo fratello Moustapha, e inizia a giocare nelle giovanili del Trento, con il quale gioca una partita nel campionato di Serie D 2012-2013. Benché gli venga consigliato da Roberto De Zerbi – all'ultimo anno da calciatore al Trento, dopo due stagioni al CFR Cluji – di tentare la fortuna calcistica in Romania, decide di restare in Italia.
In estate passa quindi al Chievo, che lo inserisce nella squadra Primavera, con la quale diventa campione d'Italia (prima volta nella storia della squadra veneta) collezionando 18 presenze. Nella stessa stagione ottiene due presenze in prima squadra: l'esordio (a soli 18 anni e 28 giorni) il 4 dicembre 2013 in Coppa Italia, nella vittoria per 4-1 in casa sulla Reggina, sfida valida per il 4º turno nella quale gioca tutti i 90 minuti e mette a referto l'assist per la seconda rete di Paloschi; e la seconda il 13 gennaio 2014, in Serie A, nell'1-1 a San Siro contro l'Inter, nel quale gioca gli ultimi 6 minuti.

### Carpi
A metà agosto 2014 il Chievo lo cede in prestito in Serie B, al Carpi, con diritto d'opzione e contro-opzione. Fa il suo esordio con gli emiliani il 30 agosto, alla prima di campionato nell'1-1 esterno con il Livorno, subentrando a Raffaele Bianco al 89'. Chiude il campionato con 16 presenze in Serie B, terminando al primo posto in classifica e contribuendo quindi alla prima promozione in Serie A dei biancorossi.

### Latina
Nonostante il Carpi fosse pronto a confermarlo in Serie A, nella stagione successiva rimane tra i cadetti passando dal Chievo (proprietario del cartellino) al Latina nell'ultimo giorno di trattative. Gioca per la prima volta l'11 ottobre 2015 nella vittoria in trasferta per 2-0 contro il Modena, giocando l'ultimo quarto d'ora. In totale, disputa coi pontini 21 gare in campionato, esattamente la metà del totale.

### Ritorno al Carpi
A inizio sessione di mercato 2016 ritorna dove aveva giocato due stagioni prima, al Carpi, nel frattempo ritornato in Serie B dopo la retrocessione dalla Serie A. Il secondo esordio in biancorosso avviene il 7 agosto, nel 2º turno di Coppa Italia, vinto 3-2 in casa contro la Maceratese, nel quale subentra al 77'. La stagione si conclude con la mancata promozione in Serie A causata dalla sconfitta in Finale Play-off contro il Benevento (0-0 al Cabassi, 1-0 al Vigorito).
Il Chievo lo presta ancora al Carpi nella stagione sportiva 2017-18 e, dopo avergli allungato il contratto fino al 30 giugno 2020, anche nella stagione sportiva 2018-19.

### Cremonese e ritorno al Chievo
Il 31 gennaio 2019, passa in prestito alla Cremonese, sempre in Serie B. Al termine della stagione ritorna al Chievo col quale ha ancora un anno di contratto.

### Novara e Matelica
Dopo essere rimasto svincolato dal Chievo, il 1º novembre 2020 firma per il Novara.
Tuttavia, dopo avere disputato solo 3 gare con i piemontesi, il 23 gennaio 2021 viene ceduto al Matelica.

### Fermana e Viterbese
Dopo essere rimasto svincolato dal Matelica il 25 agosto 2021 firma a parametro zero con la Fermana.
Dopo essere rimasto svincolato dalla Fermana l’11 agosto 2022 firma a parametro zero con la Viterbese. Dal 1º luglio 2023, così come tutti i suoi compagni di squadra della Viterbese, rimane svincolato a causa della mancata iscrizione del club in una competizione.
Da gennaio 2025 è tesserato con la squadra dell'Ostia Mare partecipante al girone E della serie D.

## Statistiche

### Presenze e reti nei club
Statistiche aggiornate al 23 aprile 2023.
| Stagione            | Squadra         | Campionato      | Campionato | Campionato | Coppe nazionali | Coppe nazionali | Coppe nazionali | Coppe continentali | Coppe continentali | Coppe continentali | Altre coppe | Altre coppe | Altre coppe | Totale | Totale | Totale |
| Stagione            | Squadra         | Comp            | Pres       | Reti       | Comp            | Pres            | Reti            | Comp               | Pres               | Reti               | Comp        | Pres        | Reti        | Pres   | Reti   |        |
| ------------------- | --------------- | --------------- | ---------- | ---------- | --------------- | --------------- | --------------- | ------------------ | ------------------ | ------------------ | ----------- | ----------- | ----------- | ------ | ------ | ------ |
| 2012-2013           | Trento          | D               | 1          | 0          | -               | -               | -               | -                  | -                  | -                  | -           | -           | -           | 1      | 0      |        |
| 2013-2014           | Chievo          | A               | 1          | 0          | CI              | 1               | 0               | -                  | -                  | -                  | -           | -           | -           | 2      | 0      |        |
| 2014-2015           | Carpi           | B               | 16         | 0          | CI              | 0               | 0               | -                  | -                  | -                  | -           | -           | -           | 16     | 0      |        |
| 2015-2016           | Latina          | B               | 21         | 0          | CI              | -               | -               | -                  | -                  | -                  | -           | -           | -           | 21     | 0      |        |
| 2016-2017           | Carpi           | B               | 28+3       | 0          | CI              | 2               | 0               | -                  | -                  | -                  | -           | -           | -           | 33     | 0      |        |
| 2017-2018           | Carpi           | B               | 31         | 0          | CI              | 1               | 0               | -                  | -                  | -                  | -           | -           | -           | 32     | 0      |        |
| 2018-gen. 2019      | Carpi           | B               | 15         | 0          | CI              | 1               | 0               | -                  | -                  | -                  | -           | -           | -           | 16     | 0      |        |
| Totale Carpi        | Totale Carpi    | Totale Carpi    | 90+3       | 0          |                 | 4               | 0               |                    | -                  | -                  |             | -           | -           | 97     | 0      |        |
| gen.-giu. 2019      | Cremonese       | B               | 2          | 0          | CI              | -               | -               | -                  | -                  | -                  | -           | -           | -           | 2      | 0      |        |
| ott. 2020-gen. 2021 | Novara          | C               | 3          | 0          | CI              | -               | -               | -                  | -                  | -                  | -           | -           | -           | 3      | 0      |        |
| gen.-giu. 2021      | Matelica        | C               | 9+3        | 0+1        | -               | -               | -               | -                  | -                  | -                  | -           | -           | -           | 12     | 1      |        |
| 2021-2022           | Fermana         | C               | 32+2       | 1+0        | CI-C            | -               | -               | -                  | -                  | -                  | -           | -           | -           | 34     | 1      |        |
| 2022-2023           | Viterbese       | C               | 22         | 0          | CI-C            | 3               | 0               | -                  | -                  | -                  | -           | -           | -           | 25     | 0      |        |
| Totale carriera     | Totale carriera | Totale carriera | 181+7      | 1+1        |                 | 8               | 0               |                    | -                  | -                  |             | -           | -           | 196    | 2      |        |

## Palmarès

### Club

#### Competizioni giovanili
- Campionato Primavera: 1

Chievo: 2013-2014

#### Competizioni nazionali
- Campionato italiano di Serie B: 1

Carpi: 2014-2015